# Лимхап, Эсперанса
Эсперанса Эсколар Лимхап-Осменья (исп. Esperanza Escolar Limjap-Osmeña; 18 декабря 1894, Манила, Генерал-капитанство Филиппины — 4 апреля 1978, Макати, Лусон, Филиппины) — вторая жена президента Филиппин Серхио Осменья. 4-я первая леди Филиппин (1 августа 1944 — 28 мая 1946).
Вышла замуж за Серхио Осменья 10 января 1920 года, через два года после смерти первой его жены Эстефания Чон Велосо, с которой у Осменьи было 10 детей. У Лимхап и Осменьи родились трое детей: Рамон, Розалина и Виктор.
Её муж в 1944 году занял пост президента Содружества Филиппин, когда он жил в изгнании в США. Лимхап находилась на Филиппинах и оставалась там во окончания японской оккупации.
Умерла от сердечной недостаточности. Похоронена на Северном кладбище Манилы.